# Danny Travis le justicier
Pour les articles homonymes, voir The Last Word.
Pour plus de détails, voir Fiche technique et Distribution.
Danny Travis le justicier (The Last Word) est un film américain réalisé par Roy Boulting, sorti en 1979.

## Synopsis
Un inventeur échoué, Danny Travis, prend les choses en main de manière très extrême lorsqu'il apprend que sa maison sera condamnée et que ses enfants bien-aimés seront laissés à la rue. Travis est tellement bouleversé que lorsqu'un fonctionnaire de la ville vient l'expulser des lieux, il prend l'homme en otage. Une journaliste de télévision, Paula Herbert, suscite la sympathie du public à la fois pour et contre Travis, prolongeant l'histoire de manière opportuniste alors qu'un capitaine de la police de Los Angeles, Gerrity, tente de désamorcer la situation.

## Fiche technique
- Titre français : Danny Travis le justicier[1]
- Titre original : The Last Word
- Réalisation : Roy Boulting
- Scénario : Horatius Häberle, Michael Varhol, Greg P. Smith et L. M. Kit Carson
- Musique : Carol Lees
- Pays d'origine : États-Unis
- Genre : comédie dramatique
- Date de sortie : 1979

## Distribution
- Richard Harris : Danny Travis
- Karen Black : Paula Herbert
- Martin Landau : Capitaine Garrity
- Dennis Christopher : Ben Travis
- Biff McGuire : Gouverneur Davis
- Christopher Guest : Roger
- Penelope Milford : Denise Travis
- Bonnie Bartlett : Mrs. Garrity
- Nathan Cook : Officier Caine
- Linda Dangcil : Fabi
- Michael Pataki : Dobbs
- Charles Siebert : Fisher
- Richard Venture : Ellinger
- Pat Corley : Chef Norris
- Lou Cutell : Contest M.C.
- Don Keefer : Maire Wenzel
- Macon McCalman : Welfare Caseworker
- Steven Wright : un homme dans la foule
- Penny Santon : Mme Tempino